# 戈登·圖洛克
戈登·圖洛克（英語：Gordon Tullock，1922年2月13日—2014年11月3日），或译戈登·塔洛克，生於美國伊利諾州羅克福德，著名經濟學家，喬治梅森大學法學院經濟學教授，專長在於法律經濟學，為公共選擇學派創立者之一。在發展尋租理論上有重大貢獻。

## 生平
戈登·圖洛克在伊利諾州出生長大，大學就讀於芝加哥大學，在第二次世界大戰期間，曾中斷學業，進入美國陸軍服役。戰爭結束後，回到學校繼續攻讀學位。1947年，取得芝加哥大學法學博士學位。短暫進入私人企業工作後，在當年度秋天，進入美國國務院駐外辦事處工作。完成訓練之後，他被派往中國天津。在耶魯大學及康乃爾大學接受中文課程訓練後，他接著被派往香港工作，之後又轉至南韓。
1952年，戈登·圖洛克自駐外辦事處辭職。他原本計畫成為一個外國貿易商，至遠東地區工作。在南卡羅來納大學教授國際研究課程期間，他發表的《官僚政治》（The Politics of Bureaucracy）一書，讓他開始與詹姆斯·M·布坎南合作研究。
1962年，他與詹姆斯·M·布坎南共同發表了《計算共識》（The Calculus of Consent），被視為是創立公共選擇學派的里程碑。他之後轉往詹姆斯·M·布坎南服務的維吉尼亞大學任教。
2014年11月3日去世。